# Death metal técnico
El death metal técnico o techdeath (del inglés technical death metal) es un subgénero musical del death metal, que se caracteriza primordialmente por enfocar su composición en estructuras y ritmos complejos.

## Historia
El subgénero musical se desarrolla a principios de los años 1990, tomando como referencia probablemente a la banda estadounidense Death, quienes con su álbum Spiritual Healing (1990) llevaron el estilo a otro nivel; solos caóticos y una sensación de técnica más cercana al estilo de la mítica banda de thrash metal progresivo Watchtower, pero con el riffing y una actitud más enérgica y agresiva. Cynic y Atheist, sentaron lo que serían las bases del estilo. El hecho de que las tres bandas fuesen originarias de Florida provoca que se suela situar ahí el nacimiento del género. Bandas como Nocturnus, o Pestilence (1991-1994), influyeron mucho en el desarrollo del death metal técnico/progresivo. Posteriormente Meshuggah sin ser una banda de death metal en sí, con su álbum: Contradictions collapse marcó inicios de lo que sería una gran influencia para algunas bandas de metal más experimental y moderno.
Mientras el death metal evolucionaba, en paralelo, algunos músicos experimentaban con elementos de una gran variedad de géneros musicales. Como resultado de dicha experimentación, ejemplificaciones por parte de bandas como Suffocation, Cryptopsy y Gorguts hacen del estilo musical establecerse propiamente como un complejo y muy variado subgénero musical. Las bandas más sobresalientes del death metal técnico son Decapitated, Brain Drill, Spawn of Possession, Viraemia, y Psycroptic, entre otras.
Suffocation, formada en 1989, es considerada la banda pionera del brutal death metal técnico, dando a conocer este estilo con la publicación del demo de 3 canciones, Reincremation en 1990, y su primer full length, Effigy of the Forgotten en 1991.

## Death metal disonante
El death metal disonante o dissodeath es un microgénero del death metal técnico caracterizado por su uso intensivo de la disonancia en las composiciones, generando una atmósfera caótica, opresiva y oscura.
Este estilo destaca por incorporar elementos armónicos y melódicos poco convencionales que desafían las estructuras tradicionales de la música, creando sensaciones de tensión e incomodidad auditiva.

### Orígenes
El death metal disonante comenzó a tomar forma en los años 90, inspirado por bandas que buscaban expandir los límites del death metal tradicional. Bandas pioneras como Gorguts (especialmente con su álbum Obscura, 1998), Immolation y Demilich exploraron estructuras compositivas complejas, progresivas y poco ortodoxas, sentando las bases del género. La influencia de géneros como el jazz fusión, el avant-garde, el black metal o la música clásica contemporánea también fue fundamental para la evolución del death metal disonante.  

### Sonido
El death metal disonante se distingue por su uso de acordes y escalas disonantes, intervalos poco armónicos como segundas menores, séptimas disminuidas y trítonos, riffs complejos y atonales, que evitan las tonalidades tradicionales creando una sensación de caos y densidad sonora, ritmos polirrítmicos e impredecibles, que incluyen patrones de batería irregulares y tempos variables que contribuyen a la sensación de inestabilidad, y una producción atmosférica, cuyas mezclas suelen resaltar el carácter oscuro y claustrofóbico, con guitarras saturadas y baterías resonantes.  

### Temáticas
Las letras del death metal disonante suelen abordar temas filosóficos, adyacentes al existencialismo, nihilismo y absurdismo. A diferencia de las temáticas gore o sobrenaturales comunes en el death metal clásico, ya que este subgénero tiende hacia exploraciones más conceptuales y complejas.  

### Legado e Influencia
El death metal disonante ha influido en el desarrollo de otros géneros que le preceden, como el death metal progresivo o el blackened death metal, y sigue siendo un campo de experimentación dentro del metal extremo. Su enfoque en la complejidad y la disonancia lo ha convertido en una expresión artística única que desafía las convenciones tanto del death metal como de la música en general.

## Lista de bandas

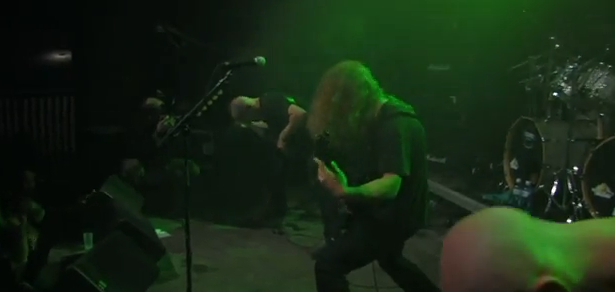
La banda Necrophagist tocando en Alemania en 2010.

| Banda                 | País         | Formada | Referencias                 |
| --------------------- | ------------ | ------- | --------------------------- |
| Aborted               | Bélgica      | 1995    | [ 3 ]                       |
| Ancient Necropsy      | Colombia     | 1998    | [ 4 ]                       |
| Aeon                  | Suecia       | 1999    | [ 5 ]                       |
| Anata                 | Suecia       | 1999    | [ 6 ]                       |
| Anvil of Doom         | España       | 1999    | [ 7 ]                       |
| Archspire             | Canadá       | 2009    | [ 8 ] [ 9 ]                 |
| Arsis                 | USA          | 2001    | [ 7 ]                       |
| Artificial Brain      | USA          | 2011    | [ 10 ]                      |
| Atheist               | USA          | 1984    | [ 7 ]                       |
| Augury                | Canadá       | 2001    | [ 11 ]                      |
| Beneath the Massacre  | Canadá       | 2004    | [ 12 ] [ 13 ]               |
| Beyond Creation       | Canadá       | 2005    |                             |
| Born of Osiris        | USA          | 2003    | [ 14 ]                      |
| Brain Drill           | USA          | 2005    | [ 11 ] [ 15 ] [ 16 ] [ 17 ] |
| Cephalic Carnage      | USA          | 1992    | [ 18 ]                      |
| Cryptopsy             | Canadá       | 1992    | [ 7 ] [ 19 ] [ 20 ] [ 21 ]  |
| Cynic                 | USA          | 1987    | [ 7 ]                       |
| Death                 | USA          | 1983    | [ 7 ] [ 22 ]                |
| Decapitated           | Polonia      | 1996    | [ 23 ]                      |
| Deconversion          | México       | 2011    | [ 24 ]                      |
| Despised Icon         | Canadá       | 2002    | [ 25 ] [ 26 ]               |
| Dying Fetus           | USA          | 1991    | [ 27 ]                      |
| Extol                 | Noruega      | 1994    | [ 28 ]                      |
| The Faceless          | USA          | 2004    | [ 29 ] [ 30 ]               |
| Gojira                | Francia      | 1996    | [ 31 ]                      |
| Gorguts               | Canadá       | 1989    | [ 7 ] [ 32 ]                |
| In Battle             | Suecia       | 1996    | [ 33 ]                      |
| Into the Moat         | USA          | 2001    | [ 34 ]                      |
| Job For a Cowboy      | USA          | 2003    | [ 35 ]                      |
| Knights of the Abyss  | USA          | 2005    | [ 36 ]                      |
| Meshuggah             | Suecia       | 1987    | [ 37 ]                      |
| Monstrosity           | USA          | 1990    | [ 32 ]                      |
| Nahemah               | España       | 1997    | [ 7 ]                       |
| Necrophagist          | Alemania     | 1992    | [ 7 ] [ 38 ]                |
| Neuraxis              | Canadá       | 1994    | [ 7 ] [ 39 ]                |
| Nile                  | USA          | 1993    | [ 40 ]                      |
| Nocturnus             | USA          | 1988    | [ 41 ]                      |
| Obscura               | Alemania     | 2002    | [ 11 ]                      |
| Origin                | USA          | 1997    | [ 42 ]                      |
| Pestilence            | Países Bajos | 1986    | [ 43 ]                      |
| Psycroptic            | Australia    | 1999    | [ 44 ] [ 45 ] [ 46 ]        |
| Suffocation           | USA          | 1989    | [ 47 ]                      |
| Spawn of Possession   | Suecia       | 1997    | [ 48 ]                      |
| Trigger the Bloodshed | UK           | 2006    | [ 49 ]                      |
| Unreal Overflows      | España       | 2001    | [ 50 ]                      |